# Conurbación de Quevedo
La Conurbación de Quevedo es una conurbación ecuatoriana no oficialmente constituida, por lo anterior, la extensión exacta de esta conurbación varía de acuerdo a la interpretación. Es una área metropolitana formada por Quevedo y varias parroquias y ciudades aglomeradas, que se extienden entre los cantones de Quevedo,  Buena Fe, Mocache, Valencia, La Maná (Cotopaxi), El Empalme (Guayas) y Pichincha (Manabí) en el centro oeste de Ecuador, siendo ésta la sexta aglomeración urbana más poblada del país, con una población total de 478.808. Quevedo es el foco de actividades laborales, comerciales, de estudios y en general el centro neurálgico de esta región, por lo cual aunque ni administrativamente, ni políticamente está definida esta conurbación, en cambio si lo está por su funcionalidad y operación.
La razón por este gran crecimiento demográfico en la Zona metropolitana de Quevedo se debe al gran desarrollo que ha experimentado la ciudad fluminense en los últimos años. De hecho la mayoría de los trabajadores en Quevedo provienen tanto del cantón homónimo como de las demás 6 cantones mencionadas. Otra Razón por su alta taza poblacional se debe a que Quevedo esta a mitad de distancia entre las dos metrópolis del Ecuador, Guayaquil y Quito. Quevedo está a 166 km de Guayaquil y a 237 km de Quito. Quevedo (como Santo Domingo) también sirve como un punto de servicio para los viajeros entre Quito y Guayaquil y viceversa.
Hay un debate en saber si el nuevo cantón de Quinsaloma le pertenecería parte de la conurbación pues su distancia a Quevedo es de 47 km y su geografía del cantón está más ligada a la zona metropolitana de Quevedo. Pero este cantón le perteneció al cantón de Ventanas hasta el 2007 cuando en medio de un referéndum los habitantes votaron por ser un cantón propio. La entrada a Quinsaloma esta en el recinto de La Ercilia que le pertenece al Cantón de Ventanas pero a la vez también cierta parte del recinto colinda los límites del cantón de Mocache que a la vez si se puede decir que Quinsaloma sea parte de la conurbación.
En la siguiente tabla se encuentran todas las ciudades y cabeceras parroquiales que se encuentran influenciadas por Quevedo, pues su actividad económica, social y comercial está fuertemente ligada a Quevedo; y se encuentran a menos de 50 kilómetros de distancia de la urbe:
| Cantón                 | Parroquia      | Población (2022) |
| ---------------------- | -------------- | ---------------- |
| Quevedo                | Quevedo        | 187.103          |
| Quevedo                | La Esperanza   | 6.868            |
| Quevedo                | San Carlos     | 12.037           |
| Buena Fe               | Buena Fe       | 59.559           |
| Valencia               | Valencia       | 51.509           |
| Mocache                | Mocache        | 42.026           |
| Quinsaloma             | Quinsaloma     | 19.470           |
| Ventanas               | Zapotal        | 18.368           |
| El Empalme             | Velasco Ibarra | 50.951           |
| El Empalme             | Guayas         | 18.735           |
| El Empalme             | El Rosario     | 10.081           |
| La Maná                | La Maná        | 47.967           |
| Pangua                 | Moraspungo     | 13.884           |
| Pichincha              | Pichincha      | 17.293           |
| Conurbación de Quevedo |                | 555.851          |